# Schaarse duikerwants
De schaarse duikerwants (Corixa panzeri) is een wants uit de familie van de Corixidae (Duikerwantsen). De soort werd het eerst wetenschappelijk beschreven door Franz Xaver Fieber in 1848. De wants is vernoemd naar de Duitse entomoloog Georg Wolfgang Franz Panzer.

## Uiterlijk
De zwartgekleurde duikerwants is, als volwassen dier, altijd macropteer (langvleugelig) en kan 10 tot 11.5 mm lang worden. Het halsschild is bijna zwart met lichte dwarslijntjes, de lijntjes zijn smaller dan de tussenruimtes tussen deze lijntjes, vooraan redelijk regelmatig, achteraan meer onderbroken en vertakt. Ook de voorvleugels zijn zwartachtig met een lichte netvormige tekening. De kop, de onderkant en de pootjes zijn geelachtig. De schaarse duikerwants lijkt op de kustduikerwants (Corixa affinis), die is echter wat kleiner, lichter gekleurd, heeft lichte dwarslijntjes op het halsschild die breder zijn dan de ruimte ertussen en de middenpoten zijn korter dan de schenen..

## Leefwijze
Het zijn goede zwemmers en ze kunnen ook goed vliegen. De wants komt de winter door als volgroeide wants en er is waarschijnlijk een enkele generatie per jaar. De soort left voornamelijk in de kustgebieden in zoet water, zoals duinplassen. De wants houdt niet van brak water.

## Leefgebied
De soort is in Nederland in het duingebied vrij algemeen. De wants komt voor van Zweden tot in Noord-Afrika, langs de Middellandse- Zwarte- en Kaspische zee.